# Ivano Bevanda
Ivano Bevanda (* 21. Februar 2007) ist ein schwedischer Leichtathlet, der sich auf den Sprint spezialisiert hat.

## Sportliche Laufbahn
Erste internationale Erfahrungen sammelte Ivano Bevanda im Jahr 2024, als er bei den U18-Europameisterschaften in Banská Bystrica in 21,17 s die Silbermedaille im 200-Meter-Lauf gewann. Im Jahr darauf schied er bei den U20-Europameisterschaften in Tampere mit 21,97 s in der Vorrunde aus und verpasste mit der schwedischen 4-mal-100-Meter-Staffel mit 41,06 s den Finaleinzug.
2024 wurde Bevanda schwedischer Meister in der 4-mal-400-Meter-Staffel.

## Persönliche Bestleistungen
- 100 Meter: 10,75 s (+0,6 m/s), 28. Juni 2024 in Uddevalla
  - 60 Meter (Halle): 6,95 s, 24. Februar 2024 in Örebro
- 200 Meter: 21,17 s (+0,7 m/s), 20. Juli 2024 in Banská Bystrica
  - 200 Meter (Halle): 21,95 s, 28. Januar 2024 in Malmö